# Pałac Goduli
Pałac Goduli – pałac w Szombierkach, dzielnicy Bytomia, zburzony w 1945 r.

## Historia
Pałac należał do jednego z najbogatszych Górnoślązaków - Karola Goduli - właściciela m.in. 40 kopalń węgla kamiennego i kilku wsi. Został zaprojektowany przez królewskiego inspektora budowlanego Fellera w stylu neorenesansowym i wybudowany w latach 1841–1845. Pierwotny projekt przewidywał dwukondygnacyjną budowlę na planie kwadratu, z portykiem na froncie zwieńczonym tympanonem na głównej osi. Posiadłość prawdopodobnie wzniesiono na murach starego dworu. 
Wnętrza zostały urządzone z przepychem, na co wskazywały takie pomieszczenia jak sala lustrzana, czy bankietowa, które przyozdabiały wielkie, kryształowe żyrandole. Okazała biblioteczka dowodziła wysokiego poziomu właściciela pałacu, lubiącego czasem przebywać w chińskim salonie herbacianym i pokoju różanym (Rosenzimmer).
Budynek, tak jak pałac Tiele-Wincklerów w Miechowicach, przetrwał obydwie wojny, lecz nie dotrwał do dzisiejszych czasów. Armia Czerwona, zajmując Bytom w 1945 roku, splądrowała posiadłość, a następnie podpaliła. Na jego miejscu stanął parterowy budynek przedszkola kopalni Szombierki.